# جاك تابي
جاك تابي هو لاعب كرة قدم كاميروني في مركز الوسط، ولد في 22 يناير 1988 في دوالا في الكاميرون. شارك مع منتخب الكاميرون تحت 20 سنة لكرة القدم. أما مع النوادي، فقد لعب مع نادي شباب الأهلي وهايدوك كولا.

## وصلات خارجية
- جاك تابي على موقع قاعدة بيانات كرة القدم.إي يو (الإنجليزية)
- جاك تابي على موقع Soccerway.com (الإنجليزية)